# Брижак Олег
Оле́г Брижа́к (нім. Oleg Bryjak; * 27 жовтня 1960 — † 24 березня 2015) — німецький оперний вагнерівський співак (бас-баритон) українського походження; співав арії Альберіха («Золото Рейну», «Зіґфрід», «Загибель богів»), Клінгзора («Парсіфаль»), Голландця («Летючий Голландець») та Ганса Сакса («Нюрнберзькі мейстерзінгери») на провідних сценах ФРН, Австрії, США тощо. Протодиякон Української православної церкви у Крефельді під Дюссельдорфом.

## Життєпис
Батько Олега у 15-річному віці під час німецько-радянської війни 1941—1945 років був вивезений з окупованої України до Німеччини на примусові роботи:
1979 року закінчив Карагандинське музичне училище по классу баяну. Під час навчання в училищі для заробітку працював у студентському хорі. Там вперше помітили його голос. Але остаточно вмовити спробувати співати вдалося лише батькові Олега. Після закінчення 1984 року Алма-Атинської консерваторії по класу вокалу працював викладачем Джезказганського та Темиртауського музичних училищ.
У 1986 — 1989 роках був солістом Челябінського та Львівського оперних театрів.
У 1989 — 1991 роках — соліст Капели імені М. І. Глінки у Ленінграді. 1990 року отримав 2-у Премію на міжнародному конкурсі колоратурних співаків імені Сільвії Гесті (нім. Internationalen Koloratur-Gesangswettbewerbs-Sylvia Geszty) у Штуттгарті.
Після еміграції з Радянського Союзу до Німеччини у 1991 — 1996 роках — соліст Баденського державного театру у Карлсруе. З 1996 року — соліст Німецької опери на Рейні у Дюссельдорфі.
Неодноразово, ще за життя Вольфганга Вагнера, брав участь у щорічному вагнерівському Байройтському фестивалі; востаннє — у червні 2014 року, коли несподівано, за тиждень до вистави «Кільце Нібелунга» був запрошений замінити соліста Мартіна Вінклера в ролі Альберіха.
Своє ставлення до подій у Криму, на сході України, російської військової агресії Олег Брижак висловив так:

## Служба у церкві
Наприкінці 1980-их років був висвячений на диякона у Російській православній церкві.
У Німеччині багато вільного від роботи часу отець Олег присвячував службі в Українській православній церкві у Крефельді, де мав духовний сан протодиякона. Служба правилася двома мовами — українською та німецькою:

## Трагічна смерть
Загинув біля 11-ї години 24 березня 2015 року у катастрофі літака Airbus A320-211 бюджетної авіакомпанії Germanwings на території муніципалітету Пра-От-Блеон у департаменті Альпи Верхнього Провансу на півдні Франції. Цим літаком Олег Брижак та його колега, оперна співачка Марія Раднер, поверталися додому з Барселони після виступів в опері Ріхарда Вагнера «Зіґфрід» у Великому оперному театрі «Лісеу».